# Fred Sisson
Frederick James „Fred“ Sisson  (* 31. März 1879 in Wells Bridge, Otsego County, New York; † 20. Oktober 1949 in Washington, D.C.) war ein US-amerikanischer Politiker. Zwischen 1933 und 1937 vertrat er den Bundesstaat New York im US-Repräsentantenhaus.

## Werdegang
Fred Sisson besuchte die öffentlichen Schulen in Unadilla. Im Jahr 1904 absolvierte er das Hamilton College in Clinton. Zwischen 1904 und 1910 war er Lehrer an der Vernon High School. Nach einem Jurastudium und seiner 1911 erfolgten Zulassung als Rechtsanwalt begann er in Utica in diesem Beruf zu arbeiten. Im Jahr 1914 war er Berater dieser Stadt und Rechtsanwalt für die dortige Polizei. Gleichzeitig schlug er als Mitglied der Demokratischen Partei eine politische Laufbahn ein. In den Jahren 1922 und 1928 kandidierte er jeweils erfolglos für das US-Repräsentantenhaus. Von 1925 bis 1933 saß er im Bildungsausschuss der Stadt Whitesboro. Zwischen 1926 und 1930 war er Präsident dieses Gremiums.
Bei den Kongresswahlen des Jahres 1932 wurde Sisson im 33. Wahlbezirk von New York in das US-Repräsentantenhaus in Washington, D.C. gewählt, wo er am 4. März 1933 die Nachfolge des Republikaners Frederick Morgan Davenport antrat. Nach einer Wiederwahl konnte er bis zum 3. Januar 1937 zwei Legislaturperioden im Kongress absolvieren. Während dieser Zeit wurden dort die ersten New-Deal-Gesetze der Roosevelt-Regierung verabschiedet. 1935 wurden erstmals die Bestimmungen des 20. Verfassungszusatzes angewendet, wonach die Legislaturperiode des Kongresses jeweils am 3. Januar endet bzw. beginnt.
Im Jahr 1936 wurde Frederick Sisson nicht wiedergewählt. Nach dem Ende seiner Zeit im US-Repräsentantenhaus praktizierte er bis 1945 wieder als Rechtsanwalt in Utica und Washington. Danach zog er sich in den Ruhestand zurück. Er starb am 20. Oktober 1949 in der Bundeshauptstadt Washington.